# Левицька Тамара Василівна
Тамара Василівна Левицька, (нар. 30 січня 1916, Білопілля, Харківська губернія (тепер Сумська область) — пом. 21 квітня 1999, Суми) — вишивальниця, заслужена  майстриня народної творчості УРСР.

## Біографія
Левицька Тамара Василівна народилась 30 січня 1916 року в місті Білопілля, Харківської губернії. У 1938 році закінчила планово-економічний факультет Харківського політехнічного інституту. В 1952 році закінчила заочні курси образотворчого мистецтва при Київському художньому інституті. У Білопіллі працювала інженером-економістом.

## Трудова діяльність
В 1939 році працювала керівником шкільних гуртків вишивки у Дніпропетровську, в 1940 році — у Львові,, в 1943—1944 рр. — у Білопіллі, в 1949—1953 рр. — в Сумах. Керувала робітничими гуртками при Палаці культури машино-будівного об'єднання імені М. Фрунзе, Будинку культури «Хімік», облпобутуправлання (Суми, 1960–80-і рр.). З 1954 до 1971 рр. Тамара Василівна Левицька була художником-оформлювачем Сумського відділення Художнього фонду.

## Досягнення
Левицька Т. В. розробила власну техніку вишивки художньою гладдю. Серед її робіт — вишиті портрети історичних осіб, видатних діячів держави, мистецтва, картини знаменитих художників (більше п'ятисот творів). Перший успіх Левицька Т.В мала в 1939 році на виставці «Тарас Шевченко у народній творчості» (Дніпропетровськ). Брала участь у багатьох Всеукраїнських та міжнародних виставках народного і декоративно-ужиткового мистецтва від 1934 року. Твори художниці знаходяться у багатьох фондах музеїв України, таких як: ДМУНДМ, музей народного мистецтва Слобожанщини, у Шевченківському національному заповіднику (м. Канів Черкаської області), Путивльському історико-культурному заповіднику (Сумська область), Сумському краєзнавчому музеї, Яготинському історичному музеї (Київська  область).
У 1977 році отримала звання «Заслужений майстер народної творчості УРСР»

## Твори
1934 р. — «І. Мічурін» і «Л. Толстой» (обидва — за І. Крамським)
1939 р. — «Т. Шевченко»
1978 р. — «Лев Толстой»
1954, 1966 рр. — «Богдан Хмельницький»
1963, 1975 рр. — «Джоконда» (за Леонардо да Вінчі)
1965 р. — «О. Пушкін» (за О. Кипренським)
1966, 1983 рр. — «Автопортрет»
1971 р. — «Граки прилетіли» (за О. Саврасовим)
1972 р. — «Катерина»
1977, 1984 рр. — «Молодий Т. Шевченко» (обидва — за Т. Шевченком)
1976 р. — «Мисливці на привалі» (за В. Сєровим)
1978 р. — «М. Раєвський» (за Дж. Доу)
1980 р. — «М. Волконська з сином» (за П. Соколовим)
1981 р. — «С. Ковпак» (за В.  Костецьким)
1983 р. — «Декабрист С. Волконський» (за Дж. Доу)
1989 р. — «Ярославна» (за В. Фаворським,)